# Lev Levin
Lev Grigorevitj Levin (ryska: Лев Григорьевич Левин), född 1870 i Odessa, död 15 mars 1938 i Kommunarka, Moskva, var en sovjetisk läkare och ämbetsman. Han var medicinsk rådgivare vid Kreml och NKVD.

## Biografi
Lev Levin studerade vid Odessas universitet och Moskvauniversitetet. Han blev sedermera medicinsk rådgivare vid Kreml och var personlig läkare åt bland andra Vladimir Lenin, Maksim Gorkij, Felix Dzerzjinskij, Vjatjeslav Molotov, Genrich Jagoda och Vjatjeslav Menzjinskij.
I samband med den stora terrorn greps Levin i december 1937 och åtalades vid den tredje och sista Moskvarättegången (emellanåt kallad rättegången mot höger- och trotskistblocket); enligt åtalet skulle Levin ha försökt att giftmörda flera höga partifunktionärer inom kommunistpartiet. Levin dömdes till döden och avrättades genom arkebusering.